# رویداد چندورزشی
رویداد چند ورزشی (به انگلیسی: multi-sport event) یک رویداد ورزشی سازمان یافته‌ است که در چندین روز و چندین رشتهٔ ورزشی انجام می‌پذیرد. نخستین، بزرگ‌ترین و مهم‌ترین رویداد چند ورزشی در عصر حاضر بازی‌های المپیک است. به دنبال برگزاری المپیک، رویدادهای چند ورزشی منطقه‌ای نیز از آن الگو برداری کردند.

## دیگر بازی‌ها
بازی های آسیایی
بازی های اروپایی

## فهرست مهم‌ترین رویدادهای چند ورزشی
- بازی‌های آسیایی
- بازی‌های پارآسیایی
- بازی‌های آسیایی داخل سالن
- المپیک زمستانی
- بازی‌های پارالمپیک زمستانی
- بازی‌های آسیایی ورزش‌های زمستانی
- بازی‌های آسیایی ساحلی
- پارالمپیک
- بازی‌های پان امریکن
- بازی‌های جهانی
- بازی های همبستگی کشورهای اسلامی
- بازی‌های کشورهای همسود
- بازی‌های اروپایی